# 完颜卞
完颜卞，本名吾母，金朝大臣，女真族，完颜氏，上京（今黑龙江省哈尔滨市阿城区）司属司人。
金世宗大定二年（1162年），完颜卞充任护卫，因功官至彰化军节度副使，入朝为都水监丞，历任中都路提刑使、西京路提刑使。改任知归德府、河平军节度使。改任北京留守，知大兴府事。金章宗承安元年（1196年），以擅自逮问宰臣，被笞四十。承安五年（1200年），因其刚正疾恶，被任命为御史大夫。以金吾卫上将军致仕。